# Tríodo
Tríodos ou triodo, conhecido como válvula eletrônica de três elementos inventado em 1906 por Lee de Forest.

## Construção

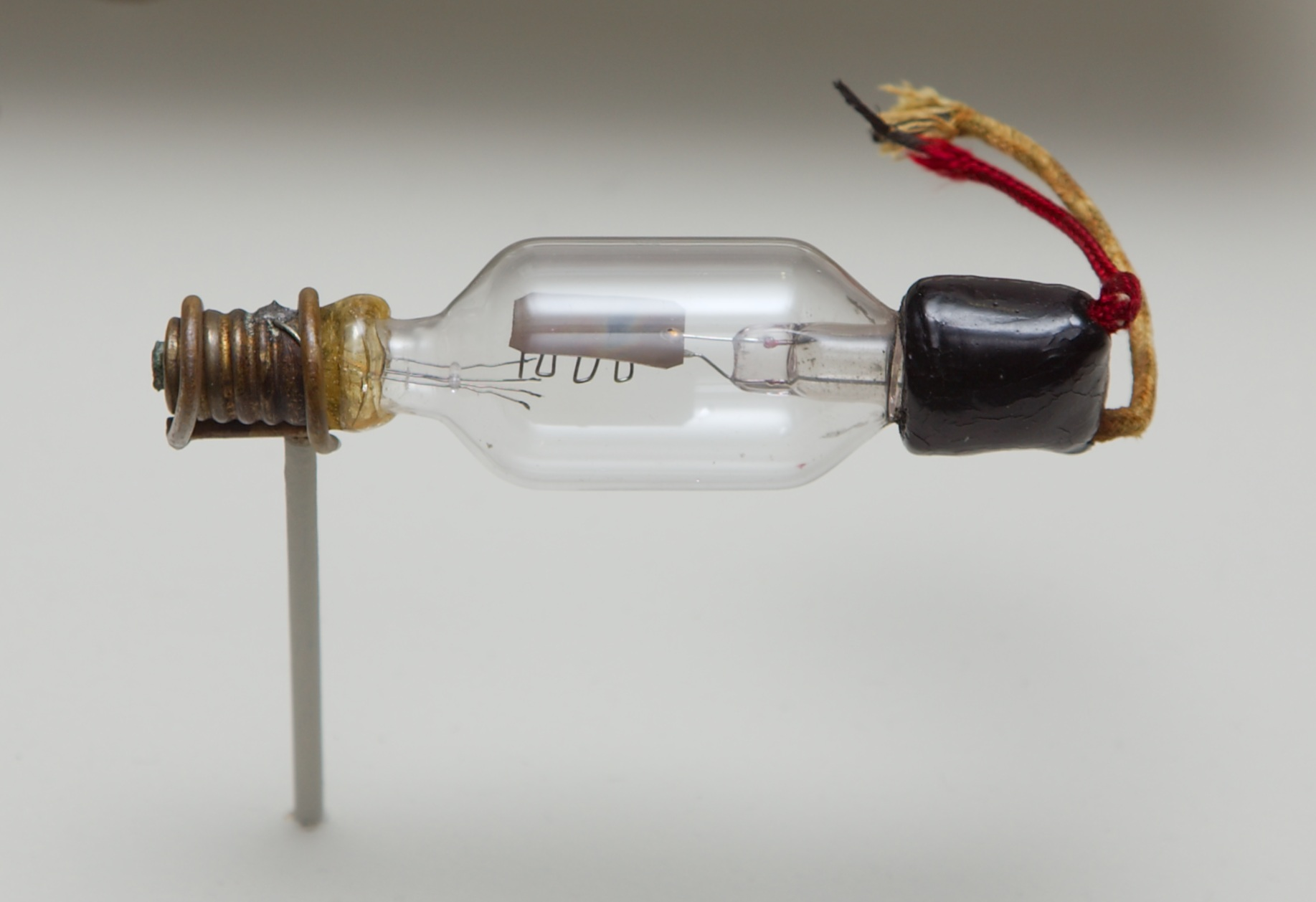
Válvula termiônica (Tríodo).

O triodo mecanicamente é um diodo termiônico com um elemento a mais, isto é, uma grade de controle, acrescentada entre o cátodo e o ânodo cuja função principal é controlar a corrente da placa (ânodo); é o dispositivo utilizado para a amplificação de sinais entre outras.
A construção da grade é de forma elíptica, perpendicular à secção do cátodo, ao centro.

## Função da grade de controle
A função principal da grade ou grelha de controle é controlar a passagem de um fluxo de elétrons, corrente entre o cátodo e o ânodo ou placa, como  o próprio nome já diz, a grade é construída com fios em forma de grade para facilitar a passagem de corrente anódica, porém conforme sua polarização e proximidade do cátodo pode bloquear totalmente a passagem de corrente entre cátodo e placa.

## Corrente anódica
A corrente anódica num diodo, depende da tensão aplicada à placa e da temperatura do cátodo, no caso do tríodo, a dependência de tensão é entre grade-cátodo, isto é, por menor que seja a variação de tensão na grade, produzirá uma variação muito grande na corrente de placa, portanto, amplificação.

## Controle
O controle efetivo que exerce a grade sobre a corrente de placa, se deve à sua proximidade ao cátodo e à sua disposição em uma região de grande  concentração de carga negativa, podendo levar o dispositivo ao corte, e à saturação, ou a correntes intermediárias entre estas duas situações.

## Características

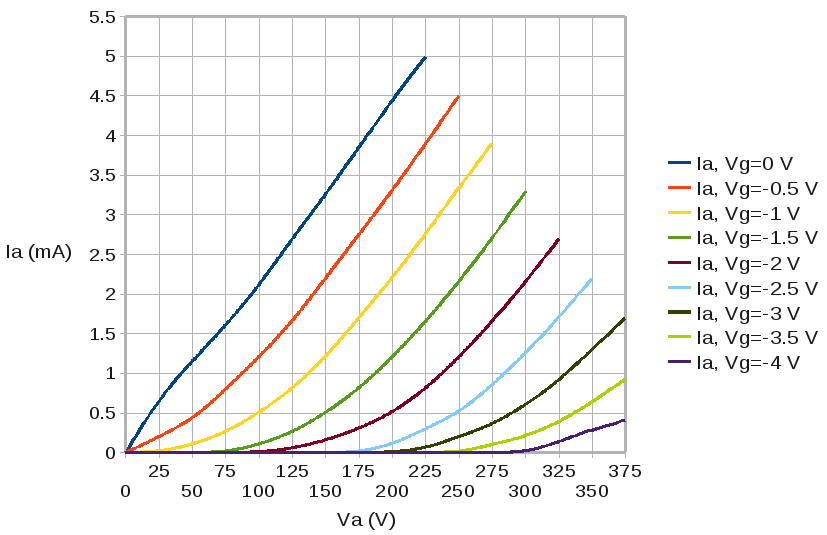
Característica operacional do tríodo ECC83.

Nas planilhas de dados os tríodos, tem as características que ligam a corrente do ânodo (Ia) à tensão do ânodo (Va) e a tensão da rede (Vg) são normalmente fornecidas. A partir daqui, um projetista de circuito pode escolher o ponto de operação do tríodo particular.
Na característica de exemplo mostrada na imagem, se uma tensão de ânodo Va de 200 V e uma polarização de tensão de grade de -1 volt forem selecionados, uma corrente de placa (ânodo) de 2,25 mA estará presente (usando a curva amarela no gráfico) Mudar a tensão da rede mudará a corrente da placa; pela escolha adequada de um resistor de carga de placa, a amplificação é obtida.
No amplificador tríodo classe A, um resistor de ânodo seria conectado entre o ânodo e a fonte de tensão positiva. Por exemplo, com Ra=10 000 ohms, a queda de tensão seria
VRa=Ia×Ra= 22,5 V se for escolhida uma corrente anódica de Ia=2,25 mA.
Se a amplitude da tensão de entrada (na grade) mudar de -1,5 V a -0,5 V (diferença de 1 V), a corrente do ânodo mudará de 1,2 a 3,3  mA (veja a imagem). Isso mudará a queda de tensão do resistor de 12 para 33  V (uma diferença de 21 V).
Como a tensão da rede muda de -1,5  V para -0,5  V e a voltagem do resistor do ânodo cai de 12 para 33 V, o resultado é uma amplificação do sinal. O fator de amplificação é 21: amplitude da tensão de saída dividida pela amplitude da tensão de entrada.